# Amegilla punctata
Amegilla punctata är en biart som först beskrevs av Rayment 1931.  Amegilla punctata ingår i släktet Amegilla och familjen långtungebin. Inga underarter finns listade i Catalogue of Life.